# Emathis tetuani
Emathis tetuani är en spindelart som beskrevs av Alexander Petrunkevitch 1930. Emathis tetuani ingår i släktet Emathis och familjen hoppspindlar. Inga underarter finns listade i Catalogue of Life.